# Martin Švagerko
Martin Švagerko (Banská Bystrica, 2 de octubre de 1967) es un deportista checo que compitió para Checoslovaquia en salto en esquí.
Ganó dos medallas en el Campeonato Mundial de Esquí Nórdico, plata en 1993 y bronce en 1989, ambas en la prueba de trampolín grande por equipo.

## Palmarés internacional
| Representando a Checoslovaquia     |                   |                   |                |
| Campeonato Mundial                 |                   |                   |                |
| Año                                | Lugar             | Medalla           | Prueba         |
| 1989                               | Lahti (Finlandia) | Medalla de bronce | TG por equipos |
| Representando a la República Checa |                   |                   |                |
| Campeonato Mundial                 |                   |                   |                |
| Año                                | Lugar             | Medalla           | Prueba         |
| 1993                               | Falun (Suecia)    | Medalla de plata  | TG por equipos |